# Aissa Koli

Říše Kanem Bornu

Aissa Koli, známá též jako Aissa Kili Ngirmaramma, byla královnou říše Kanem-Bornu. Její vláda se datuje do let 1497–1504  nebo 1563–1570.
Okolo jejího původu a období vlády panují nejasnosti. Arabští historikové její vládu nezaznamenali, pravděpodobně z důvodu přehlížení ženských panovnic. Krom toho se předpokládá, že její nástupce Idris Aloma zavedl muslimskou byrokracii a ustrkoval pohanské obyvatelstvo, což mohlo podpořit opomínání její vlády nad islámskými regiony. V místní africké tradici je však Aissa Koli uznávána stejně jako mužští panovníci.
Aissa Koli byla údajně dcerou krále Ali Gaji Zananiho. Po něm se dostal na trůn Dunama, který nebyl jeho potomkem, ovšem s rodinou byl příbuzensky spjatý. Aby upevnil své postavení, nechal všechny syny bývalého krále popravit. Jenom Aišin nevlastní, tehdy pětiletý bratr Idris, byl poslán tajně do bezpečí do Bulaly na území dnešního Čadu. Dunama vládl jen pár měsíců, ani ne rok po nástupu na trůn zemřel. Protože v tom momentu nebyli živí žádní dospělí mužští členové rodu, připadl trůn Aiše.
Podle jiné verze byla Aissa dcerou krále Dunamy, který neměl syny.
Aissa Koli vládla sedm let, což byl limit stanovený pro všechny panovníky. Po uplynutí této doby se dozvěděla o tom, že její, v té době již dvanáctiletý, nevlastní bratr Idris žije. Povolala ho zpět a nechala ho korunovat jako svého nástupce. V prvních letech jeho vlády mu sloužila jako poradkyně.